# マシュー・カチャック
マシュー・ブレンダン・カチャック（Matthew Brendan Tkachuk, 1997年12月11日 - ）は、アメリカ合衆国アリゾナ州スコッツデール出身のプロアイスホッケー選手。NHLのフロリダ・パンサーズに所属している。ポジションはウイング。父は元NHL選手のキース・カチャック。弟のブレイディ・カチャックもNHL選手。

## 経歴

### 生い立ち
1996年に元NHL選手のキース・カチャックの長男として、父がフェニックス・コヨーテズに所属していた際にアリゾナ州スコッツデールで生まれる。幼少期は父が当時所属していたフェニックス・コヨーテズのベンチから、父やチームメイトの練習を間近で見て育った。また、父は遠方で試合、母は用事で手が離せない際はコヨーテズが当時使用していたアリーナに連れていかれ、アリーナの用具係に子守役として面倒を見てもらっていた。
3歳の頃に父がセントルイス・ブルースへ移籍したため、家族でセントルイスへ移住。弟のブレイディと共に父の練習にたびたび同行し、父が出場したNHLオールスターゲームや2006年のトリノオリンピックも現地観戦した。父がブルースの若手選手の面倒を見ていたため、ブルースの選手たちと共に暮らしていた時期もあった。
小・中・高と通ったプレパラトリースクールでは、後のNBA選手ジェイソン・テイタムとクラスメイトだった。
ブルースの下部チームでホッケーの練習を積んだ後に、アメリカ代表の育成プログラムに参加した。

### ジュニア
2013年のOHLドラフトにて全体64位でロンドン・ナイツから指名された。指名されてから2年間は入団せず、アメリカ代表の育成プログラムでプレーしていた。
2015-16シーズンからナイツに合流し、予定していたノートルダム大学への進学を取りやめた。このシーズンは107ポイント（30ゴール、77アシスト）を記録し、メモリアルカップの決勝では優勝を決めるゴールを記録した。

### カルガリー・フレームス
2016年のNHLドラフトにて全体6位でカルガリー・フレームスから指名され、その後ルーキー契約を結んだ。
2016-17シーズン、バッファロー・セイバーズ戦でNHL初ゴールを記録した。2017年3月20日のロサンゼルス・キングス戦で相手選手の顔面に肘打ちをして2試合の出場停止処分を受けた。このシーズンは48ポイント（13ゴール、35アシスト）を記録し、カルダー記念賞の投票では7位だった。
2017-18シーズン、2017年11月15日のデトロイト・レッドウィングス戦で乱闘を起こしたとして1試合の出場停止処分を受けた。 12月7日のトロント・メープルリーフス戦では相手選手をスティックで攻撃し、再び出場停止処分を受けた。2018年3月11日のニューヨーク・アイランダース戦で負傷し、シーズン残りの試合を欠場した。
2018-19シーズンより、オルタネイト・キャプテンに就任した。このシーズンは77ポイント（34ゴール、43アシスト）を記録。また、2016年のNHLドラフトで指名された選手の中では最速で通算100アシストに到達した。
2019-20シーズン開幕前に、フレームスと3年総額2,100万ドルで再契約した。
2021-22シーズン、2022年4月19日のナッシュビル・プレデターズ戦でシーズン99ポイントを記録し、父キースのキャリアハイ（98ポイント）を上回った。2日後のダラス・スターズ戦で自身初となるシーズン100ポイントに到達した。チームはカチャックを中心に球団最多タイ記録となる50勝を挙げ、地区優勝した。プレーオフでは優勝候補と評され、1回戦でスターズに4勝3敗で勝利したが、2回戦でエドモントン・オイラーズに1勝4敗で敗れた。
2021-22シーズン終了後、チームメイトで主力選手だったジョニー・ゴードローがFAでコロンバス・ブルージャケッツへ移籍。カチャックもフレームスとの契約延長に至らず、移籍が濃厚とされた。2022年7月20日には、カチャックがフレームスに対し長期契約を結ぶ意思がない旨を伝えていたことが報じられた。

### フロリダ・パンサーズ
2022年7月22日にジョナサン・フーバドー、マッケンジー・ウィーガー、コール・シュウィンド、2025年のドラフト1巡目指名権とのトレードでフロリダ・パンサーズへ移籍し、直後にパンサーズと8年総額7,600万ドルの契約延長に合意した。
2022-23シーズンのオールスターゲームでは4ゴール、3アシストを記録し、MVPを受賞した。シーズン全体では109ポイント（40ゴール、69アシスト）を記録し、ハート記念賞のファイナリストに選出された。プレーオフではスタンレー・カップ・ファイナルに進出したが、ベガス・ゴールデンナイツに敗れ優勝を逃した。

## 家族
ウクライナとアイルランドの血を引いている。
父のキースは元NHL選手。弟のブレイディもNHL選手で、現在はオタワ・セネターズに所属している。この他に元NHL選手で、現在はニュージャージー・デビルスでGMを務めるトム・フィッツジェラルドなど、多くのNHL選手と親戚関係にある。

## 詳細情報

### 賞歴
- NHLオールスターゲーム選出：2回（2020年、2023年）
- NHLオールスターゲームMVP：1回（2023年）
- NHLオールスターチーム
  - 2ndチーム：2回（2022年、2023年）

### 背番号
- 19（2016年 - ）